# Национально-освободительный фронт моро
Национально-освободительный фронт моро (Фронт национального освобождения моро, араб. الجبهة الوطنية لتحرير مورو‎, сокр. НОФМ) — политическая организация и партия на юге Филиппин, основанная в 1968 году. Группировка начала свою деятельность как отколовшаяся группа Мусульманского движения за независимость НОФМ была ведущей организацией среди сепаратистов моро в течение примерно двух десятилетий, начиная с 1970-х годов.
В 1996 году НОФМ подписали историческое мирное соглашение с правительством Филиппин, в соответствии с которым был создан автономный регион в мусульманском Минданао (АРММ), территория, состоящая из двух материковых провинций и трех островных провинций, населенных преимущественно мусульманами, получала автономию. Нур Мисуари был назначен губернатором региона, но его правление закончилось всплеском насилия, когда он возглавил неудавшееся восстание против филиппинского правительства в ноябре 2001 года. и провала которого бежал в Сабах, впоследствии был депортирован властями Малайзии обратно на Филиппины.
MNLF признан на международном уровне Организацией исламского сотрудничества (ОИС) и её Парламентским союзом государств-членов OИC. С 1977 года НОФМ является членом-наблюдателем ОИК. 30 января 2012 года НОФМ стал членом-наблюдателем Парламентского союза исламского сотрудничества (ПСИС), по решению 7-й всемирной сессии ПСИС, состоявшейся в Палембанге, Индонезия.

## Предыстория

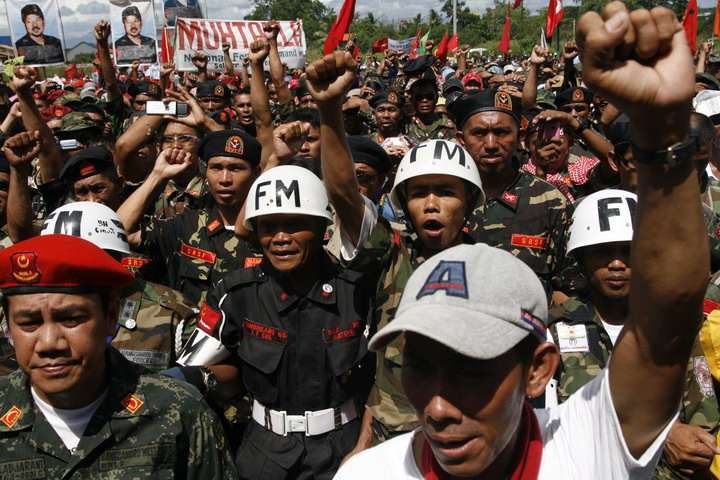
Бойцы НОФМ

Правительство Филиппин поощряло миграцию безземельных христиан на Минданао из других частей страны в рамках программы Homestead Program (1903—1973). В то время у коренных жителей Минданао не существовало права на получение земли, и христианские поселенцы пользовались этим. Ланао и Котабато получили приток мигрантов из Лусона и Висайских островов. Напряженность между моро и христианами была вызвана спорами о собственности на землю и лишением прав мусульман. Программа Homestead является одной из первопричин конфликта с Моро.
Бедность, недовольство мусульманского населения, слабое действие законов и труднопроходимая местность сделали борьбу с терроризмом на юге Филиппин сложной задачей для правительства.
18 марта 1968 года на острове Коррехидор произошла резня солдат народности моро. Давно утверждалось, что Малайзия обучила и вооружила первую группу НОФМ, известную как «Лучшие 90» в 1969 году. Аналогичным образом, также утверждалось, что Малайзия либо игнорировала, либо терпела незаконные поставки оружия, в основном с Ближнего Востока, на Минданао, которое использовалось для боевых действий.
Основателем и одним из оспариваемых лидеров НФОМ является Нур Мисуари. НФОМ откололся от мусульманского движения за независимость 21 октября 1972 года.
НФОМ официально заявляет, что его идеологией является эгалитаризм, и что они не являются религиозной организацией, в отличие от отколовшейся от него исламской группировки «Исламский освободительный фронт моро».

## Лидеры и раскол
НОФМ была ведущей организацией среди сепаратистов моро в течение примерно двух десятилетий, начиная с 1970-х годов. Однако недовольство руководством Нур Мисуари привело к распаду группы, особенно после мирного соглашения 1996 года. Интеграция бывших повстанцев в общество также была фактором ослабления. В настоящее время существует несколько конкурирующих фракций. Например, фракция Хаджи Байнона Карона поддержала мирное соглашение в 2012 году после того, как Нур Мисуари раскритиковал его. Был также случай дезертирства бойцов Исламского освободительного фронта моро (ИОФМ) и перехода их на сторону НОФМ. По состоянию на 14 августа 2015 года нынешний председатель группы не определён, и источники, включая Организацию исламского сотрудничества и правительство Филиппин, не согласны с этим. Нур Мисуари по-прежнему пользуется поддержкой некоторых фракций.
В отчете Совета Безопасности ООН в 2010 году говорилось, что отколовшиеся группы Исламский фронт освобождения Моро и Абу Сайяф вербуют и используют детей-солдат для участия в конфликте.

## Мирные переговоры
Посредничество Ливии и Муаммара Каддафи привело к подписанию соглашения в Триполи 23 декабря 1976 года. Оно должно было создать автономный регион и дать Моро влияние на внешнюю политику, вооруженные силы, образование, судебную систему и финансы. Такие провинции, как Басилан, Палаван и Сулу, должны были быть включены в состав автономии. Планы провалились из-за решения президента Фердинанда Маркоса провести референдум в каждой области, которая должна была быть включена в автономный регион. В большинстве регионов не было мусульманского большинства. НФОМ решили продолжить вооруженную борьбу.
MNLF перешла от требований полной независимости к автономии в 1980-х годах. В 1986 году были предприняты перемирие и попытки заключить мирное соглашение, но они потерпели неудачу.
Автономный регион в мусульманском Минданао был создан в 1989 году, несмотря на противодействие со стороны НОФМ.
ОИС, Ливия и Индонезия выступили посредниками в мирных переговорах, которые были возобновлены в 1992 году. Заявления о взаимопонимании и временные соглашения были заключены в период между 1992 и 1996 годами. Джакартское мирное соглашение было подписано в 1996 году.
Напряженность в отношениях между правительством Филиппин и НФОМ подогревается совместным использованием минеральных ресурсов, проблем с выполнением мирного соглашения и продолжающегося противодействия мирному соглашению сторонниками Нур Мисуари.
В 2015 году Нур Мисуари отверг информацию о причастности НОФМ к спору о статусе Северного Борнео и заявил, что только Султанат Сулу может вести переговоры с малайзийской стороной. MNLF заявили, что их группа не участвует ни в какой части спора о Северном Борнео, и подчеркнули, что это не проблема, поскольку Сабах стал «базой для различных племенных группировок мусульман из разных регионов Юго-Восточной Азии, которые наслаждались мирным и гармоничным сосуществование с китайским и христианским населением в этом районе».
Европейский Союз и США не признают НОФМ террористической организацией.

## Замбоангский кризис

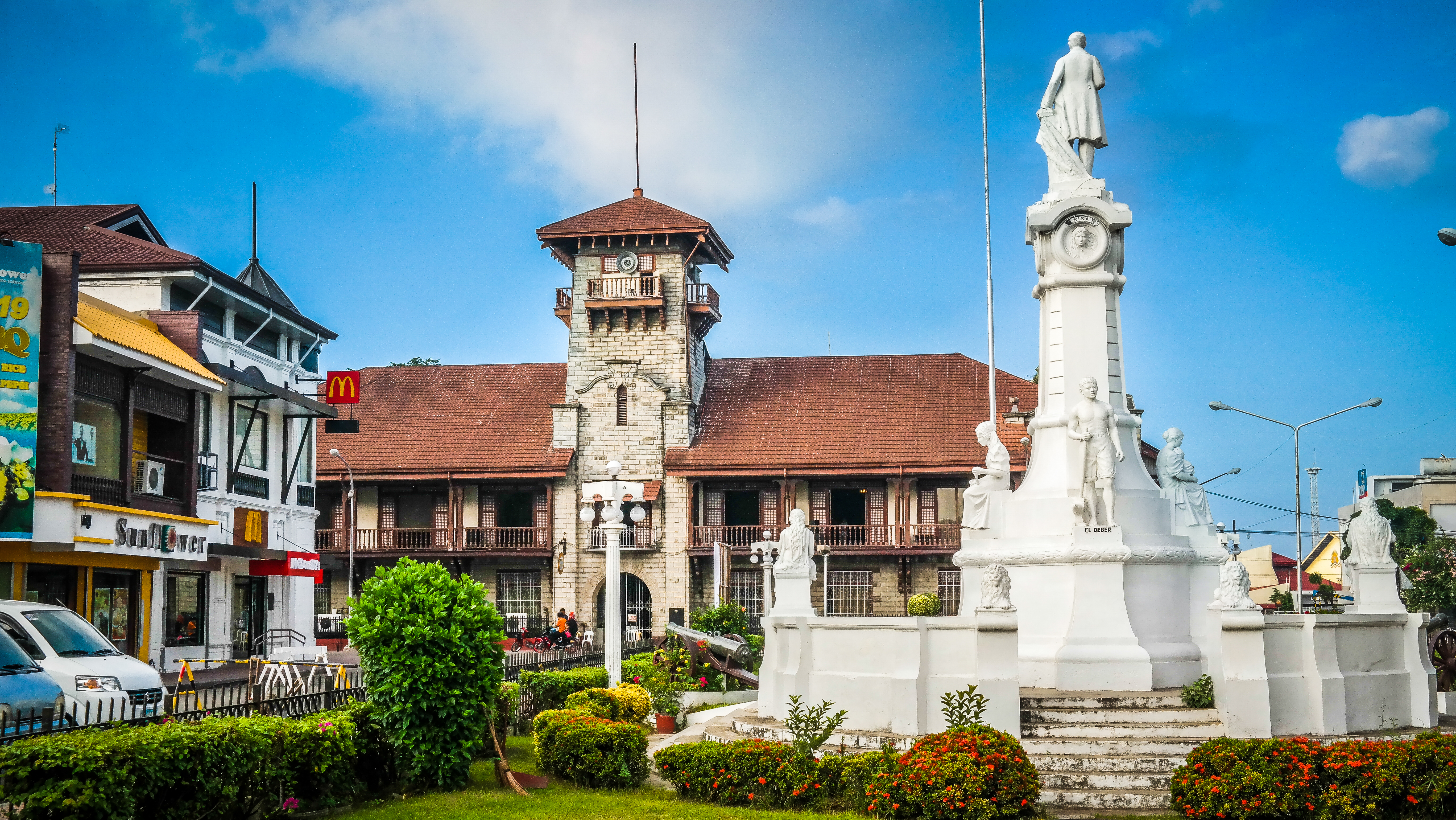
Мэрия Замбоанги, 2015 год.

В 2013 году сторонники Нур Мисуари провозгласила независимость Республики Бангсаморо и напала на город Замбоанга. Во время противостояния НОФМ с вооруженными силами Филиппин, Филиппины обвинили группу в использовании гражданских лиц в качестве «живого щита», что привело к тому, что правительство Филиппин объявило организацию террористами. Государственный департамент США включил упоминание о кризисе в свой доклад «Обзор Восточной Азии и Тихого океана».

## Современность

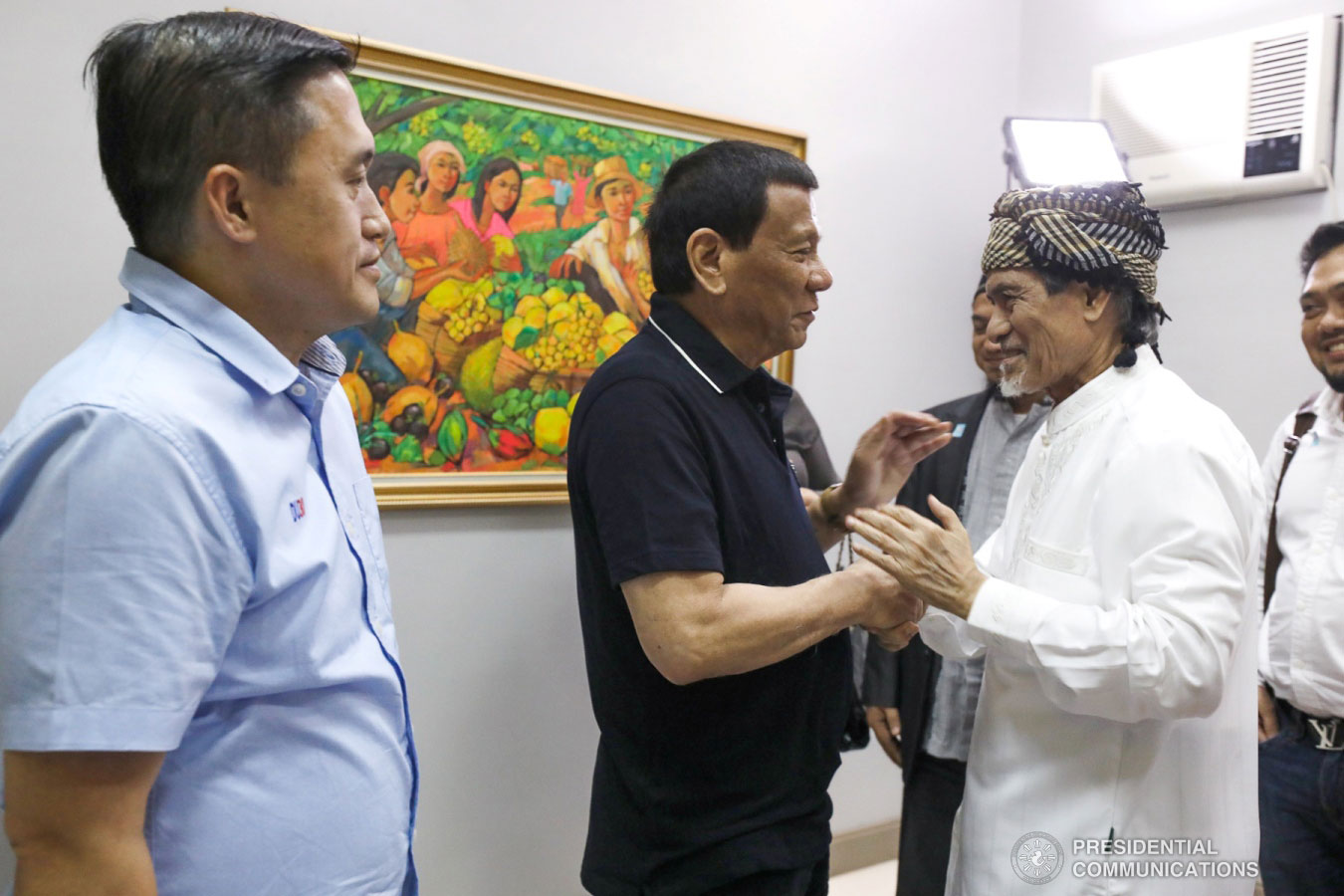
Президент Родриго Дутерте и Нур Мисуари на встрече в Давао.

Фронт национального освобождения моро под руководством Нур Мисуари вел переговоры с президентом Родриго Дутерте. Мисуари встречался с Дутерте во время подписания Основного закона Бангсаморо в городе Давао. Дутерте также рассматривает возможность предоставления автономии. Кроме того, по словам пресс-секретаря президента Гарри Роке, Дутерте и Мисуари обсуждали тему федерализма на Филиппинах according to Presidential Spokesperson Harry Roque..
Офис советника президента по мирному процессу по приказу Дутерте сформировал Координационный комитет мира, необходимый для того, чтобы выполнить оставшиеся части Заключительного мирного соглашения 1996 года. Кроме того, его целью является решение проблемы безопасности и социально-экономические вопросов в Сулу. Он также выполняет функции координационного совета правительства Филиппин и НОФМ.
При Исполнительном совете 15-ти они входили в переходную комиссию Бангсаморо вместе с Исламским освободительным фронтом моро. Юсоп Джикири и Муслимин Сема вместе с его женой, бывшим конгрессменом Бай Сандрой Сема поддержали Базовый закон Бангсаморо. После принятия Органического закона Бангсаморо, члены ИС-15 были назначены президентом Дутерте в переходную комиссию Бангсаморо.

## Флаг

Флаг НОФМ без надписей

Национально-освободительный фронт моро использует флаг, состоящий из золотистых звезды и полумесяца, а также криса на красном поле. Звезда олицетворяет Истину, Справедливость, Равенство и Терпимость, а полумесяц символизирует мудрость. Крис символизирует силу. Красное поле представляет активность Бангсаморо, решительность, настойчивость, бережливость и жертвы в продвижении революционной борьбы за выживание, самоопределение и успех. Дизайн флага светский, несмотря на то, что на нем есть звезда и полумесяц, символ, часто связанный с исламом. Флаг не стандартизован, и существует множество вариантов масштабирования элементов во флаге. Также существует вариант флага с нанесенной на полумесяц. Флаг также использовался непризнанной Республикой Бангсаморо.